# Пикельхельм

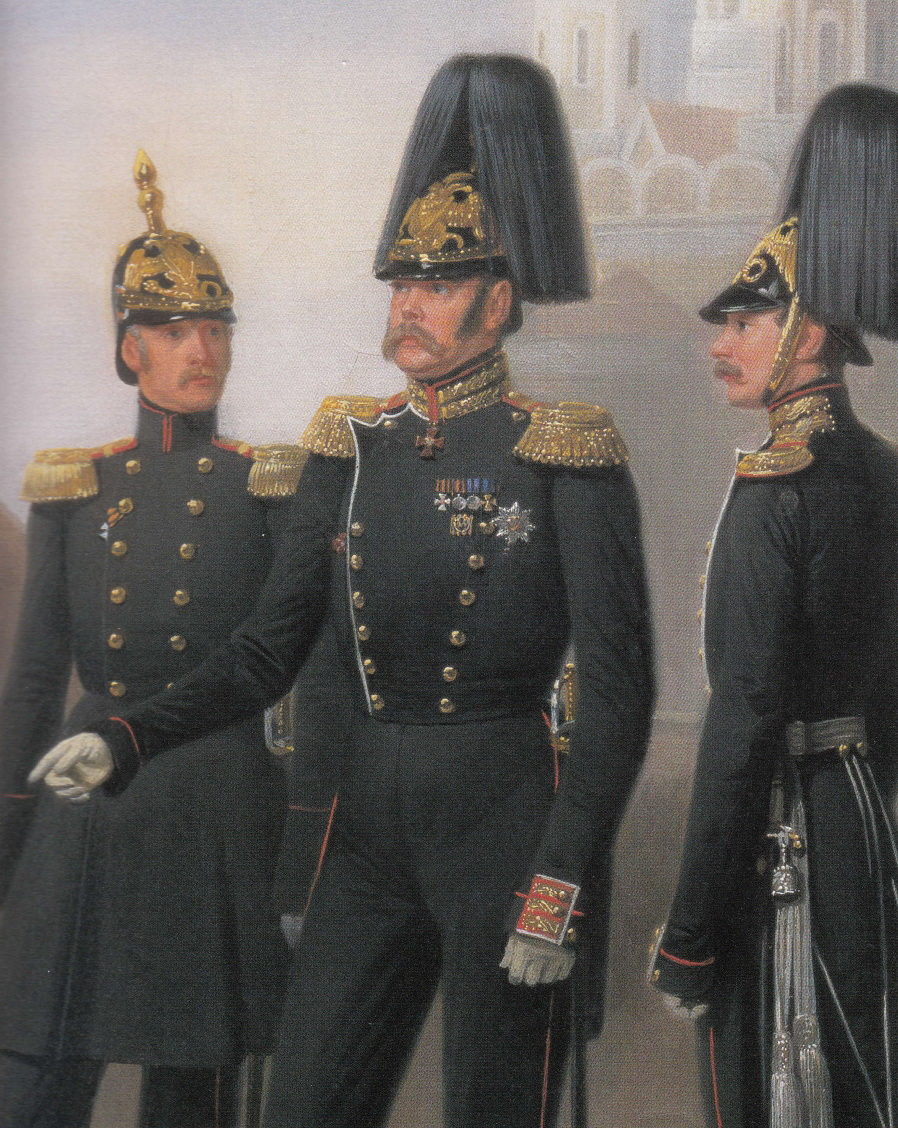
Полковник, генерал-майор и капитан лейб-гвардии Егерского полка в касках образца 1849 года. Фрагмент картины А. И. Геббенса, 1853 год.

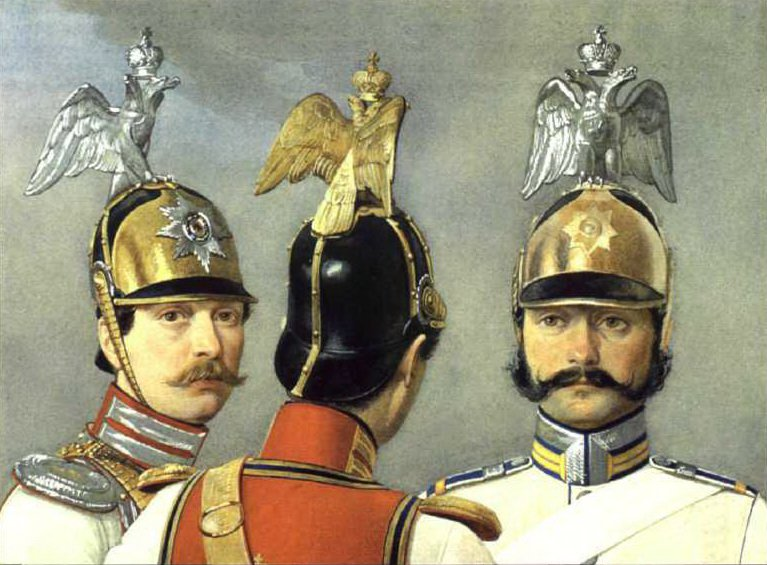
Каска гвардейских кирасир образца 1845 года (обер-офицеры Кавалергардского и лейб-гвардии Конного полков, вахмистр лейб-гвардии Кирасирского Его Величества полка)

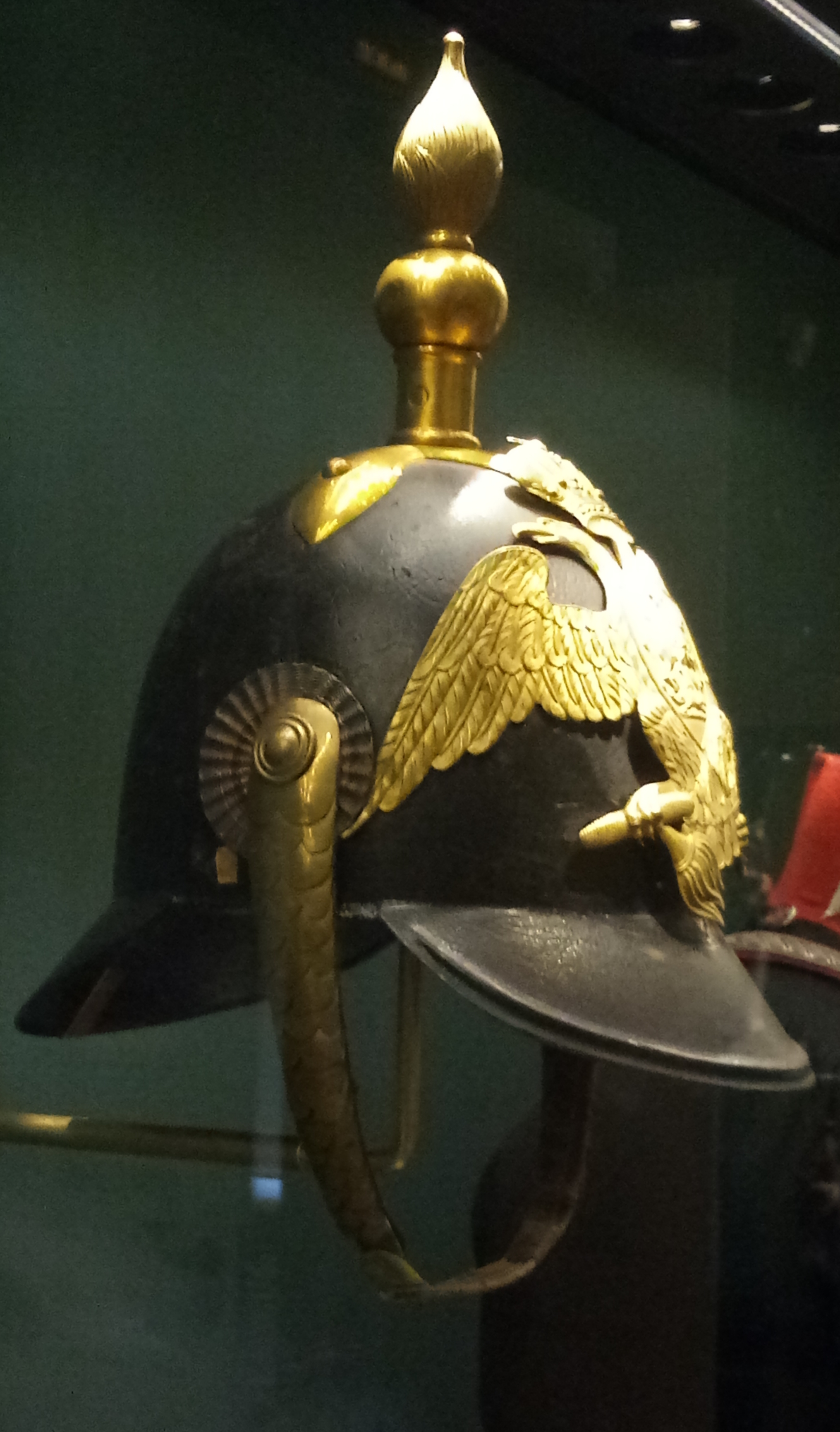
Каска офицерская, гвардейская, образца 1849 года. Хорошо видны металлическая кокарда, подложенная под розетку правой "чешуи" и закрытое вентиляционное отверстие в трубке шишака.

Пикельхе́льм, пике́льхаубе (нем. Pickelhaubeо файле), также называется шлем с пикой (нем. Helm mit Spitze) — кожаный, либо металлический шлем с декоративным навершием (шишаком) в форме конуса или пылающей гренады, носившийся в XIX и XX веке военнослужащими российских (Каска), германских (Pickelhaube) и британских (Pickelhaube) вооружённых сил, пожарными и полицейскими.
Часто ассоциируется с прусской и германской имперскими армиями, несмотря на своё российское происхождение.

## История
Русский вариант
Русский вариант был разработан лично императором Николаем I вместе с придворным живописцем, генерал-майором Свиты Его Императорского Величества Л. И. Килем на рубеже 1830-х и 1840-х годов на базе русской кирасирской каски и древнерусского шлема, впоследствии получивший обозначение «каска образца 1844 г.». В качестве основы для нового головного убора была выбрана кирасирская каска обр.1835 года, с которой был полностью удалён традиционный для русской тяжёлой кавалерии гребень с плюмажем из конского волоса, заменённый на новый декоративный элемент - вертикальный шишак, своей формой повторяющий эмблему пехотных полков русской армии - горящую гренаду (гранату). Каска была сделана из очень прочной (помповой) кожи, покрытой чёрной краской и лаком, с двумя козырьками (передним и задним), подбородочными ремнями с металлической «чешуёй» и гербом по роду войск на лобной части. Для вентиляции головы в жаркое время года в полой трубке шишака были предусмотрены два отверстия, которые открывались и закрывались поворотом самой трубки. Если полк имел «жёлтый» («золото») приборный металл, все металлические элементы каски были из полированной меди, если «белый» («серебро») — из белой жести или меди, лужёных оловом. У офицеров и генералов металлический прибор каски соответственно золотился или серебрился, а под розеткой правой «чешуи» подкладывалась рельефная металлическая круглая бело-чёрно-оранжевая кокарда (цвета государственного флага Российской империи). Позднее такая же, но плоская кокарда появилась и у рядового и унтер-офицерского состава. У кавалеристов (в том числе у конной артиллерии и конно-сапёрных частей) по нижнему краю переднего козырька каски крепился металлический ободок цвета приборного металла. При парадной форме в верхнюю часть шишака вставлялся султан из конского волоса (чёрный у сухопутных частей и в армейской кавалерии, белый — у гвардейской кавалерии, у музыкантов всех родов войск — красный). У генералитета султан делался первоначально из белого или чёрного (в зависимости от рода войск) конского волоса, впоследствии (при Александре II) — из оранжево-бело-чёрных петушиных перьев.
Сначала каску опробовали в начале 1844 г. в двух батальонах Лб.-гв. Преображенского и Егерского полков, после чего в мае 1844 г. указом Николая I ввели во всех пеших (кроме Лб.-гв. Павловского полка, продолжавшего носить свои «гренадерки», но и здесь офицеры с 1846 г. получили каску для ношения вне строя) и некоторых кавалерийских гвардейских частях в качестве замены киверов, затем постепенно (до конца 1844 года) она поступила во все армейские части русской армии (кроме казачьих, гусарских и уланских полков). В ноябре 1849 г. была введена обновлённая версия каски, с полностью гладкой тульей (у каски образца 1844 года тулья с каждого бока имела по два выпуклых ребра жёсткости на основе китового уса). В 1872 г. в гвардии введён новый образец каски, значительно ниже прежнего, с наложенной на орла Андреевской звездой и скруглённой тульей. Этот образец стал последним в русской армии. С 1874 г. в целях экономии, при изготовлении касок было приказано «по возможности» заменять кожу на формованный войлок, покрытый чёрным глянцевым лаком.

Солдаты и офицер лейб-гвардии Финского стрелкового батальона, 1850-е гг.

Для гвардейских кирасирских частей и Лб.-гв. Жандармского эскадрона в 1845 г. вместо традиционных кирасирских касок с высоким гребнем из конского волоса введена каска, похожая на пехотный образец 1844 г. с некоторыми отличиями: сохранены широкий кирасирский медный налобник с Андреевской звездой (накладной серебряной у офицеров, чеканной у нижних чинов) и металлический ободок переднего козырька; боковые рёбра жёсткости обиты медными полосами с гвоздиками; при парадной форме на тулью вместо шишака с пылающей гренадой привинчивалась фигурка двуглавого орла. Но уже в 1846 г. у указанных частей введён новый образец каски полностью из томпака (сплав меди и цинка). Шишак и фигурка орла остались без изменений. Такие же металлические каски вскоре получили и армейские кирасирские полки (в 1-й кирасирской дивизии — из стали с медным прибором, во 2-й — из томпака с медным лужёным прибором) с той лишь разницей, что на них по умолчанию устанавливался шишак с гренадой и армейский герб. Тем не менее, кирасирские офицеры, а впоследствии только генералы, вне строя при виц-мундире продолжали носить кожаные каски с шишаком, получившие название «вице-каски», полностью повторяющие внешним видом головные уборы образца 1845 г.
При всей своей внешней эффектности на парадах и неплохих защитных свойствах (очевидец, князь Имеретинский, описывает случай, когда во время Красносельских манёвров 1850 г. Николай I, физически очень сильный человек, в гневе рубанул саблей со всего размаха по каске ефрейтора-преображенца, напугавшего из-за внезапно возникшей давки лошадь императора, и сабля прорезала одну из боковых медных «лапок» шишака, но кожаную тулью каски разрубить не смогла), каска оказалась крайне непрактичной в боевой обстановке, хотя и более удобной, чем старые кивера (сказывались меньший вес и высота каски). Согласно многочисленным свидетельствам современников, кожа после неоднократного намокания под дождём и последующего высыхания на солнце сжималась, коробилась, из-за чего каска уменьшалась в диаметре и еле налезала на голову солдат. А чехлов на каску русское военное министерство не предусмотрело. Во время Крымской войны в армейских полках каски старались оставить на складах, заменив их на практичные и удобные фуражные шапки (бескозырки).

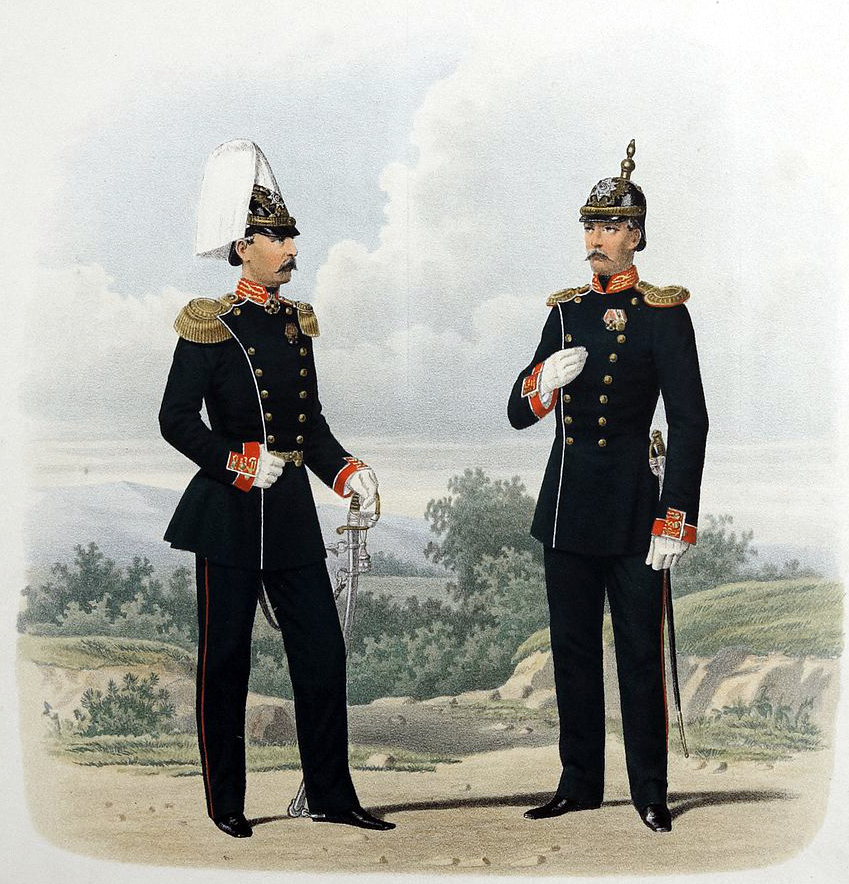
Губарев П. К. Штаб-офицер и обер-офицер лейб-гвардии Преображенского полка в касках образца 1872 г. У штаб-офицера каска украшена белым султаном. 1872 г.

В 1855 г. каски отменены в пехотных частях армии (заменены на сужающиеся кверху кивера «шако» французского образца), оставшись только в гвардии, у гренадер, в кавалерии и в военно-учебных заведениях.
После 1862 г. островерхий шлем перестал быть общим головным убором в русской армии (был заменён на кепи), оставшись только в Лб.-гв.Преображенском полку в качестве элемента парадной формы.
В 1872 г. каски вновь введены в гвардии, где продержались до 1881 г., пока, наконец, указом Александра III снова отменены, за несколькими исключениями: до 1914 г. каски сохранились в Роте Дворцовых гренадер (у офицеров роты вне строя), как парадный головной убор в Пажеском Его Императорского Величества корпусе, в кирасирских полках Императорской гвардии и жандармерии.
После начала в 1914 году Первой мировой войны каски, как элемент парадной униформы гвардейских кирасир, жандармов и пажей, уже окончательно вышли из употребления и в большинстве своём были сданы в полковые цейхгаузы.

### Прусский вариант
Пикельхельм был введён в прусской армии в 1842 году по приказу короля Фридриха Вильгельма IV. Долгое время считалось, что пикельхельм — чисто прусское изобретение. Но мало кто знает, что в 1837 г. во время дружественного визита принца Карла Прусского (младшего брата Фридриха Вильгельма IV) в Россию Николай I подарил гостю первый вариант будущей «каски обр. 1844 года» (она ещё была в стадии «инженерного образца», почти овальной формы, с низкими прямоугольными козырьками) и та настолько понравилась Карлу, что по возвращении на родину он начал просить у своего отца Фридриха Вильгельма III провести реформу и одеть в «русские каски» прусскую армию. Однако практичный король Пруссии наотрез отказался проводить не нужную и дорогостоящую, по его мнению, реформу, да и «каски русского образца» не произвели на монарха никакого впечатления. Но через три года старый Вильгельм III умирает и к власти в 1840 году приходит его старший сын Фридрих Вильгельм IV, который послушался своего младшего брата и в 1842 году всё-таки вводит после некоторых конструктивных доработок (пылающая гренада была заменена на остроконечный конус «пику») в прусской армии «каску русского образца», раньше, чем в русской армии. Отсюда берёт своё происхождение известное заблуждение о прусских корнях данного вида каски.
Фридрих Вильгельм IV своим указом ввёл пикельхельм для большей части прусской армии 23 октября 1842 года. Пикельхельм быстро распространился среди других немецких государств. Например, Великое герцогство Ольденбургское ввело его в 1849 году, Великое герцогство Баден — в 1870 году, а в 1887 году Баварское королевство стало последним из немецких государств, которое ввело пикельхельм.

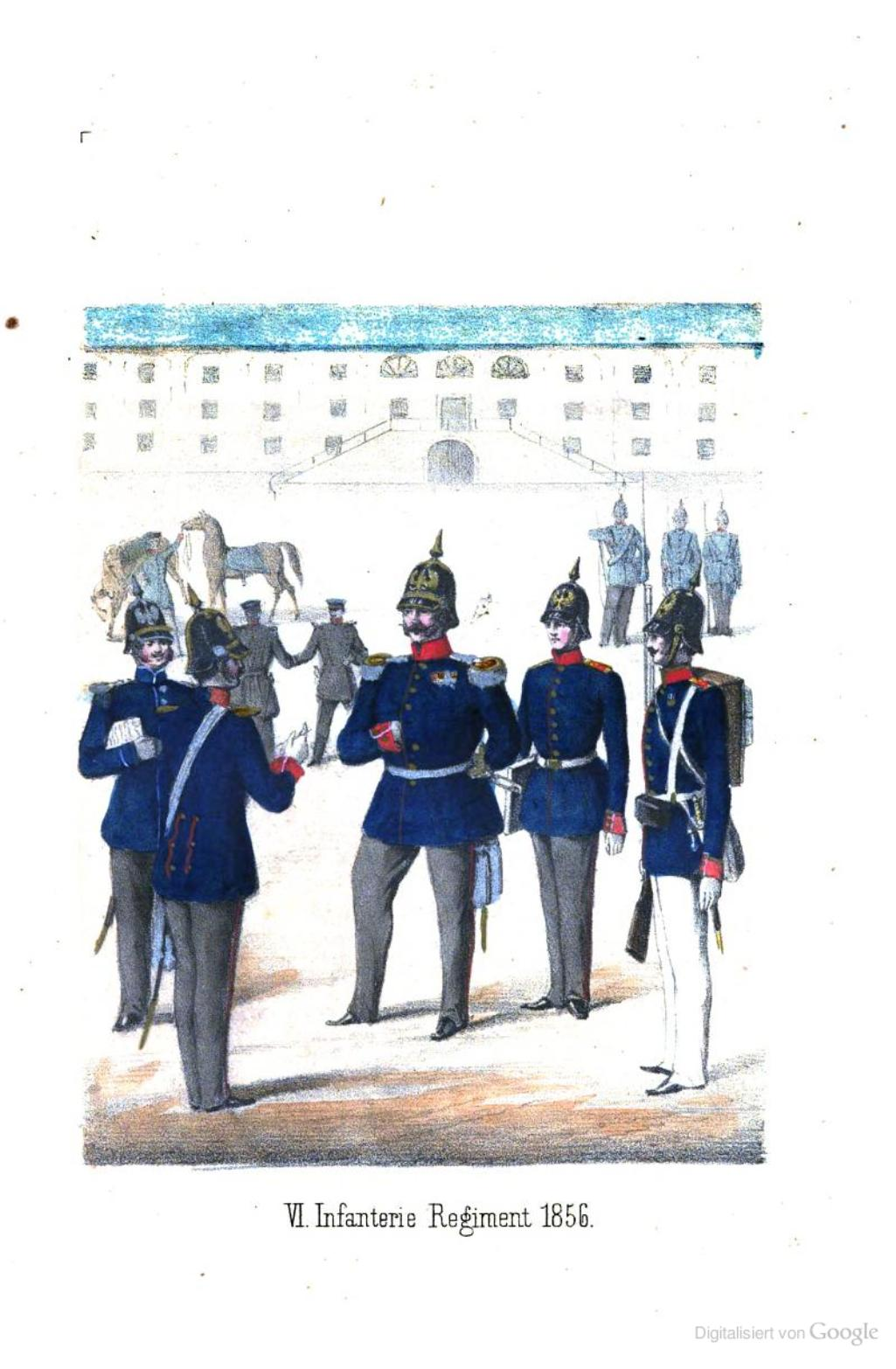
6-й прусский пехотный полк, 1856 г.

Основа пикельхельма сделана из укреплённой (варёной) кожи, обработанной для придания глянцево-чёрного блеска, и усилена металлической отделкой (как правило, позолоченной или посеребрённой для офицеров), включавшей металлический шип в навершии. Ранние экземпляры шлемов были высокими, но постепенно их высоту уменьшили, и шлем стал более подходящим по форме для головы. Попытка снизить вес шлема путём уменьшения переднего и заднего козырьков, предпринятая в 1867 году, успеха не имела.
Некоторые экземпляры пикельхельма, которые носили в немецкой артиллерии, использовали шарообразное навершие, а не острый шип. До начала первой мировой войны в 1914 году съёмные чёрные или белые плюмажи носились на пикельхельме при полной парадной форме немецкими генералами, штабными офицерами, драгунами, пехотой Прусской гвардии и множеством линейных пехотных полков как специальный знак различия.
Кроме украшения шипа, возможно, отличительной особенностью пикельхельма была декоративная передняя пластина, которая обозначала номер полка. Центральная часть пластины шлема, а именно кокарда состояла из большого прусского орла — герба Пруссии. Различные виды кокарды использовались Баварией, Вюртембергом, Баденом и другими немецкими государствами. В России в качестве кокарды использовалось изображение двуглавого орла, являвшегося гербом государства.
Немецкий пикельхельм также имел две цветные кокарды, установленные как крепление подбородочного ремешка. Правая кокарда была, как правило, окрашена в чёрно-бело-красные цвета национального флага. Левая кокарда использовалась, чтобы обозначить провинцию, которой принадлежал солдат (черно-белый — Пруссия, бело-синий — Бавария и т. д.).

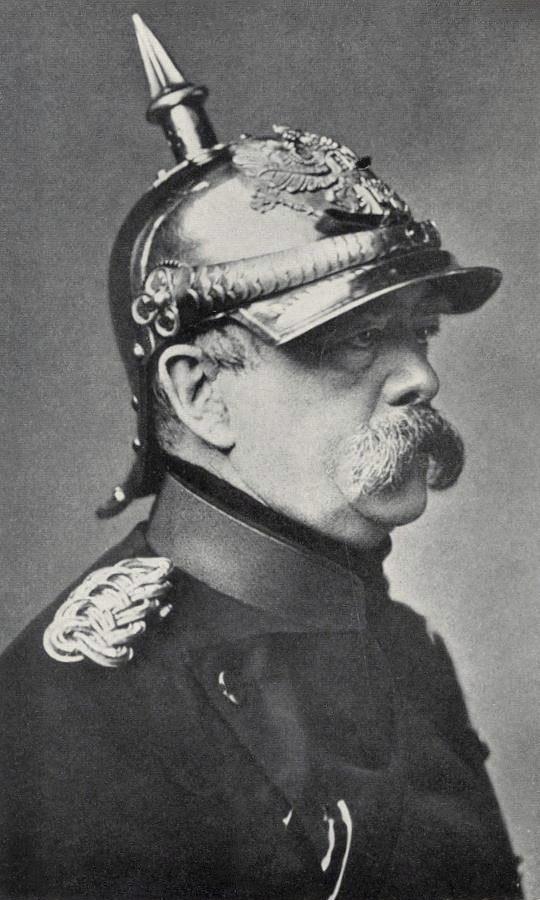
Отто фон Бисмарк, носящий металлический пикельхельм.

Цельнометаллические версии пикельхельма использовались в основном кирасирами, и часто встречаются на портретах высокопоставленных военных и политических фигур. Эти шлемы иногда назывались союзническими силами «рачьи хвосты» (Hummerschwänze) из-за их отличительно изогнутой защиты шеи. Данный дизайн основан на шлемах конницы, использовавшихся начиная с XVI столетия, но с некоторыми особенностями, взятыми от кожаных шлемов. Версия пикельхельма, использовавшаяся прусскими гвардейскими корпусами, изготовлялась из томпака (разновидность латуни) с серебряными вставками. Версия пикельхельма, использовавшаяся кирасирами начиная с 1842 года, изготавливалась из отполированной стали с медными вставками.
Начиная с 1892 года пикельхельм стали закрывать чехлом светло-коричневого цвета («M1892 Überzug»). Чехол был предназначен, чтобы защитить шлем от грязи и уменьшить его видимость в бою, поскольку медные и серебряные вставки на пикельхельме, как оказалось, хорошо отражали свет и демаскировали солдат. Полковые числа вышивались или наносились по трафарету красным цветом (зелёным с августа 1914) спереди чехла, кроме подразделений прусских гвардейцев, которые никогда не наносили полковые числа или иные украшения на чехол. Под воздействием солнца материя чехла постепенно приобретала жёлто-коричневый оттенок. В октябре 1916 цвет чехла был изменён на серый, причём к этому времени простой металлический стальной шлем был стандартным обмундированием для большинства войск.

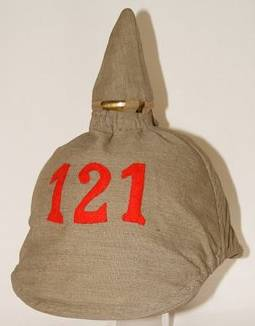
Пикельхельм с чехлом.

Все шлемы, произведённые для пехоты в течение 1914 года, были сделаны из кожи. Поскольку война продолжалась, то запасы кожи в Германии истощались. В 1915 году несколько пикельхельмов были сделаны из тонкого стального листа. После прекращения импорта из Южной Америки, особенно из Аргентины, имперское правительство начало производить шлемы, сделанные из других материалов — из кожзаменителя, плотной бумаги, прессованных картофельных очисток и даже из кожуры перезревших тыкв.
В течение первой мировой войны было обнаружено, что пикельхельм не отвечает требованиям окопной войны. Кожаные шлемы фактически не защищали от осколков снарядов и шрапнели. Кроме того, шип зачастую торчал из окопа, указывая местоположение обладателя шлема, а иногда вражеские солдаты преднамеренно пытались отстрелить шип, чтобы припугнуть немецких солдат. Это, возможно, и стало причиной введения версии шлема со съёмным шипом в 1915 году. Начиная с 1916 года пикельхельм медленно заменялся новым немецким стальным шлемом (Stahlhelm), который защищал голову лучше. После принятия штальхельма пикельхельмы употреблялись только для церемоний, на которых их носили высокопоставленные чиновники. С распадом Германской империи в 1918 году пикельхельм перестал быть частью военной униформы, и даже полиция приняла кивер стиля «Быстроходный Люгер». Изменённый штальхельм использовался немецкими солдатами в течение Второй мировой войны.

## Английские варианты
Пикельхельм повлиял на дизайн британского армейского тропического шлема (Home Service helmet) и на дизайн полицейского шлема, используемого в Англии до сих пор.
Во второй половине XIX века пикельхельм или похожие на пикельхельм шлемы ввели и другие государства (включая Колумбию, Чили, Мексику, Португалию, Норвегию и Швецию).

## Страны-эксплуатанты

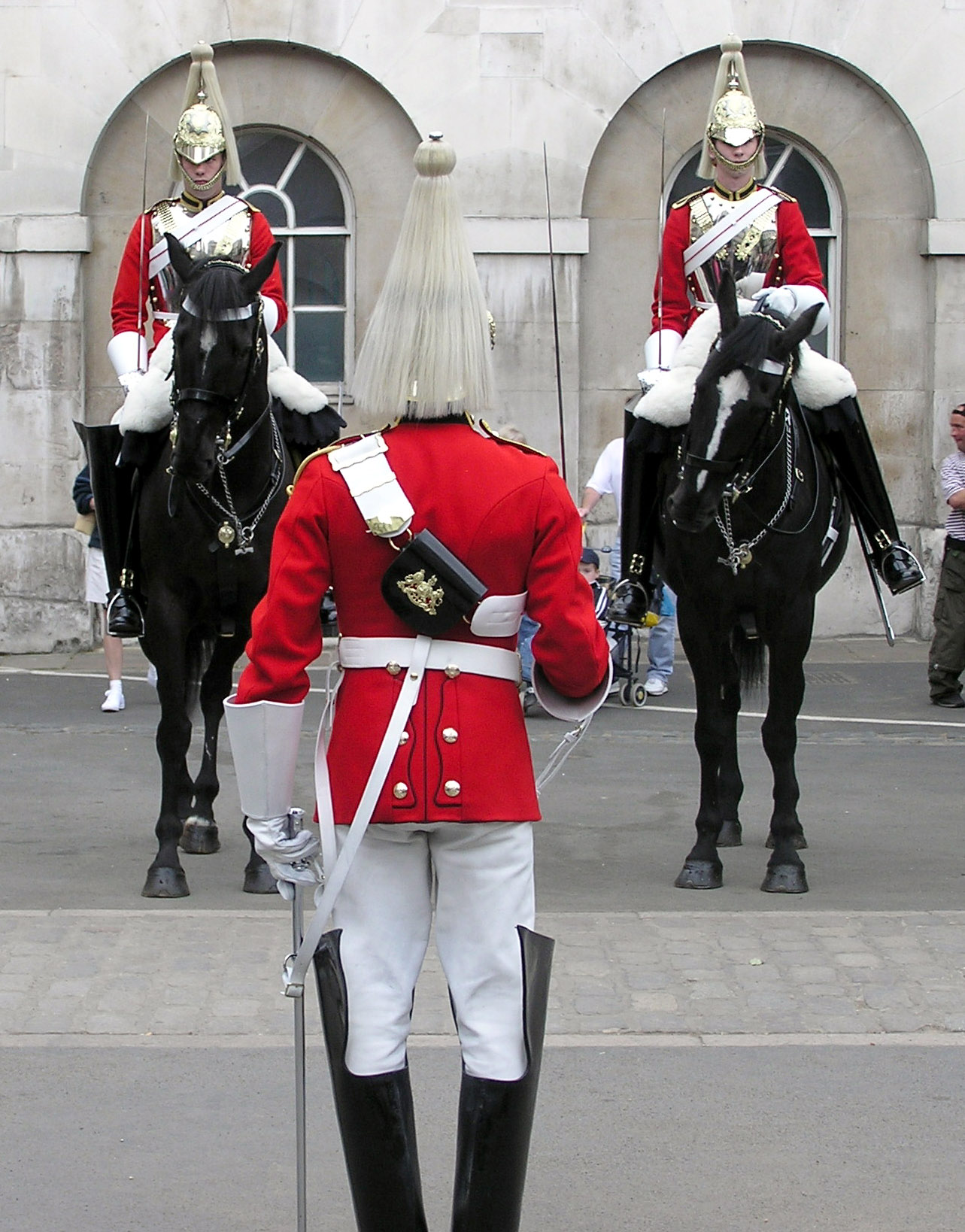
Смена лейб-гвардейского караула, видны пикельхельмы, панталеры и ботфорты, Лондон.

- Великобритания — в вооружённых силах Великобритании остался как элемент парадной униформы лейб-гвардии.
- Германская империя.
- Гондурас — в 1906 году в городе Тегусигальпа была организована артиллерийская школа, которую возглавил бывший сержант французской армии (курсанты которой получили немецкие шлемы «пикельхаубе» обр. 1895 года), однако вскоре школа прекратила функционировать и больше шлемы не использовались[1] (в ходе «банановых войн» в 1907 году Гондурас был оккупирован войсками США и армия Гондураса была переформирована под контролем США)[2].
- Колумбия.
- Российская империя.
- Сальвадор — в 1890-е годы шлем «пикельхаубе» прусского образца из чёрной лакированной кожи (с медной эмблемой) был введён для офицеров армии Сальвадора, но после первой мировой войны их использование было прекращено[3].
- Чили — остался как элемент парадной униформы в кавалерии.
- Швеция — в вооружённых силах Швеции остался как элемент парадной униформы королевской гвардии Швеции.

## В культуре и искусстве

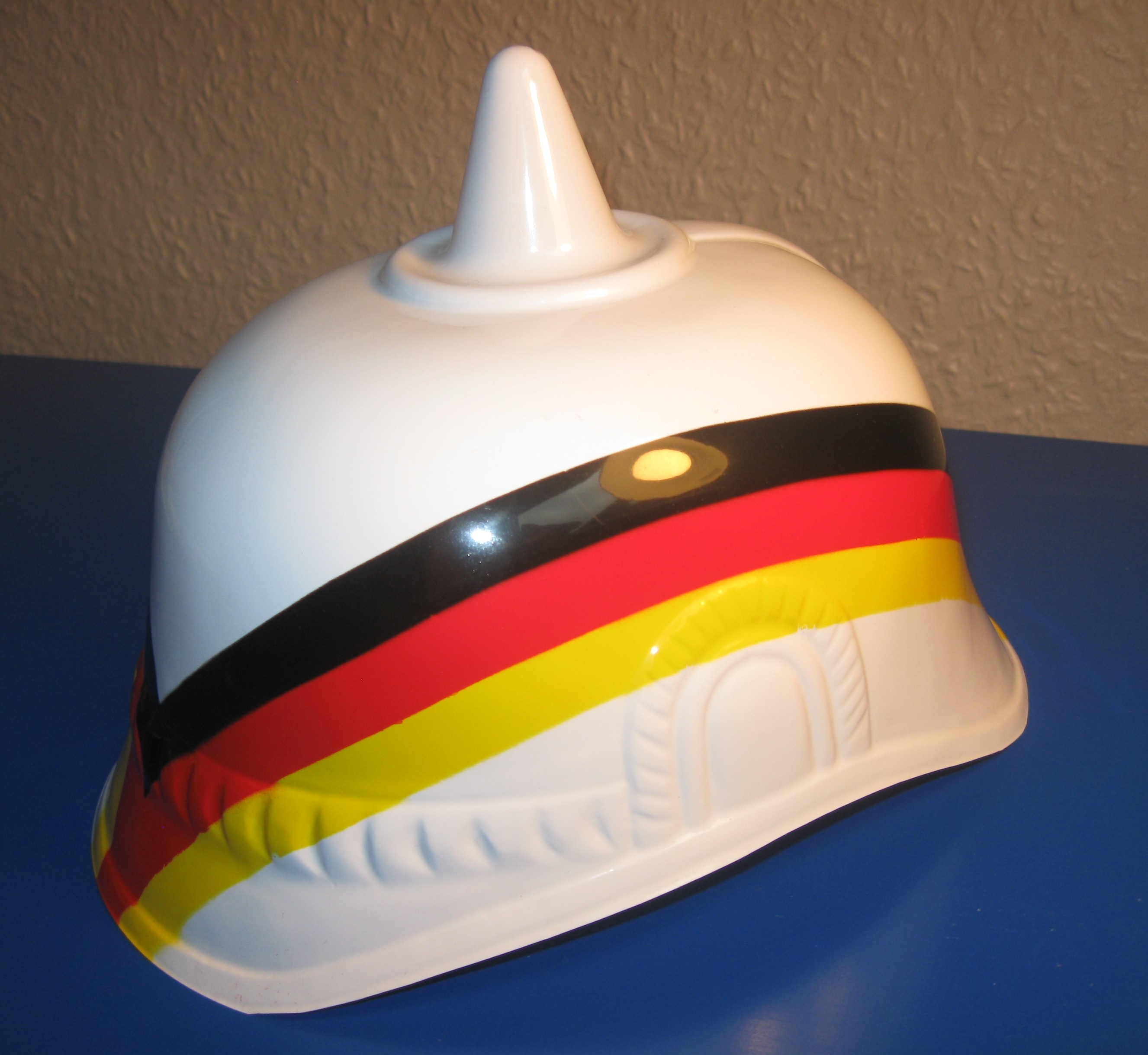
Пластмассовая сувенирная каска, выпущенная в ФРГ перед чемпионатом мира 2006 года

Пикельхельм продолжает быть частью стереотипного представления о Германии, особенно в Великобритании, возможно, из-за обширного использования пикельхельма в британской антинемецкой пропаганде в течение Первой мировой войны, хотя шлем был символом Германской империи ещё до 1914 года.
Незадолго до чемпионата мира ФИФА 2006 года в Германии в качестве сувениров были выпущены пластмассовые каски пикельхельм (с чёрно-красно-жёлтой полосой в цветах немецкого флага).

## Галерея

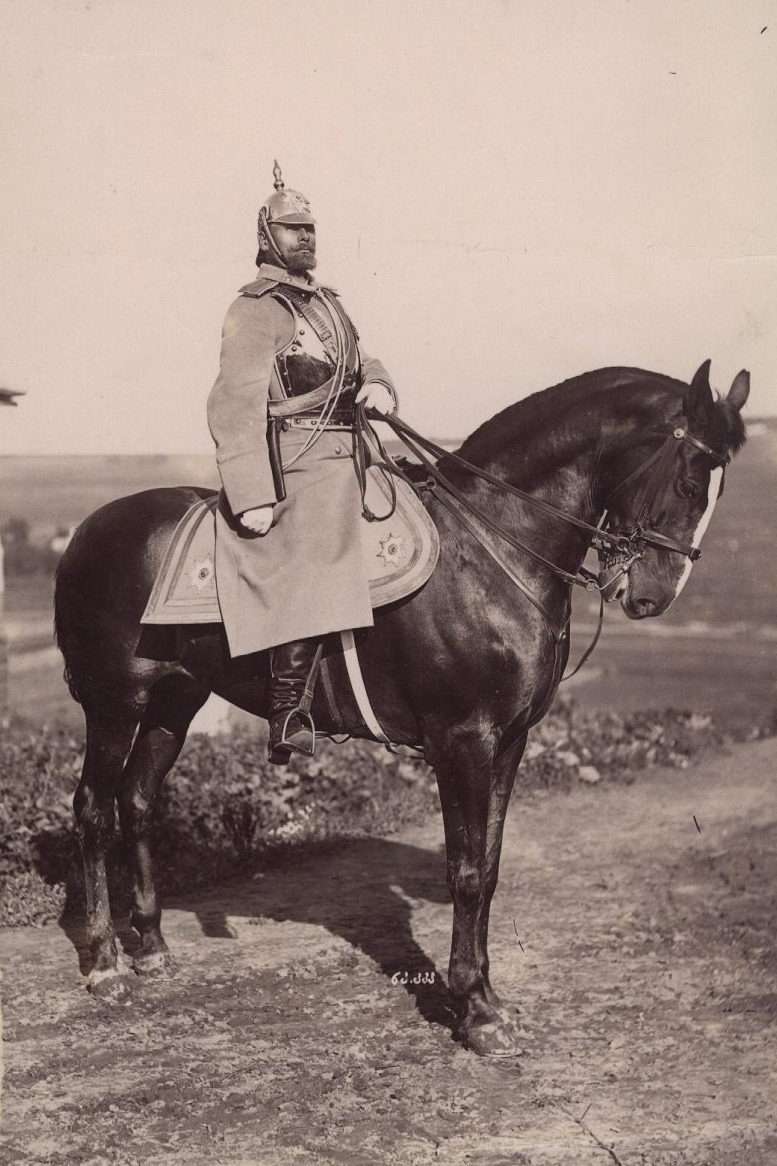
Красное Село. Капитан Кирасирского полка Её Величества, в зимнем обмундировании, 1892 год.
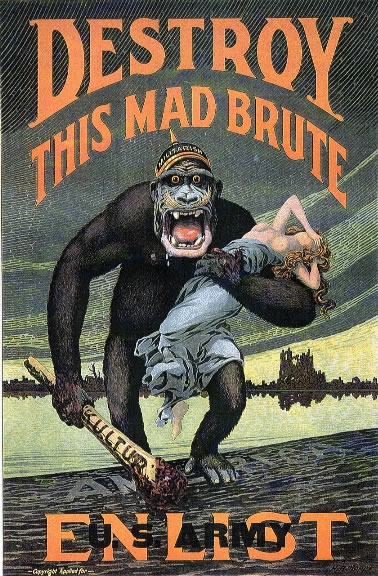
Пикельхельм использовался Антантой как часть антигерманской пропаганды в годы Первой мировой войны.
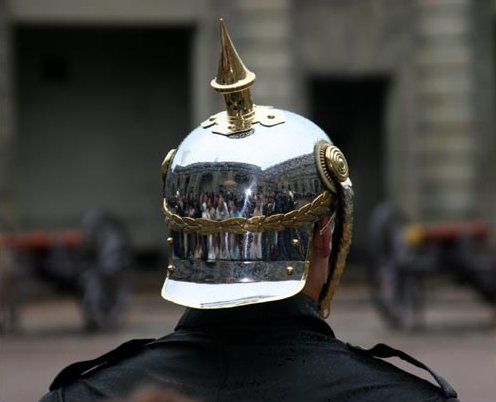
Церемониальная каска Королевской гвардии в Швеции.
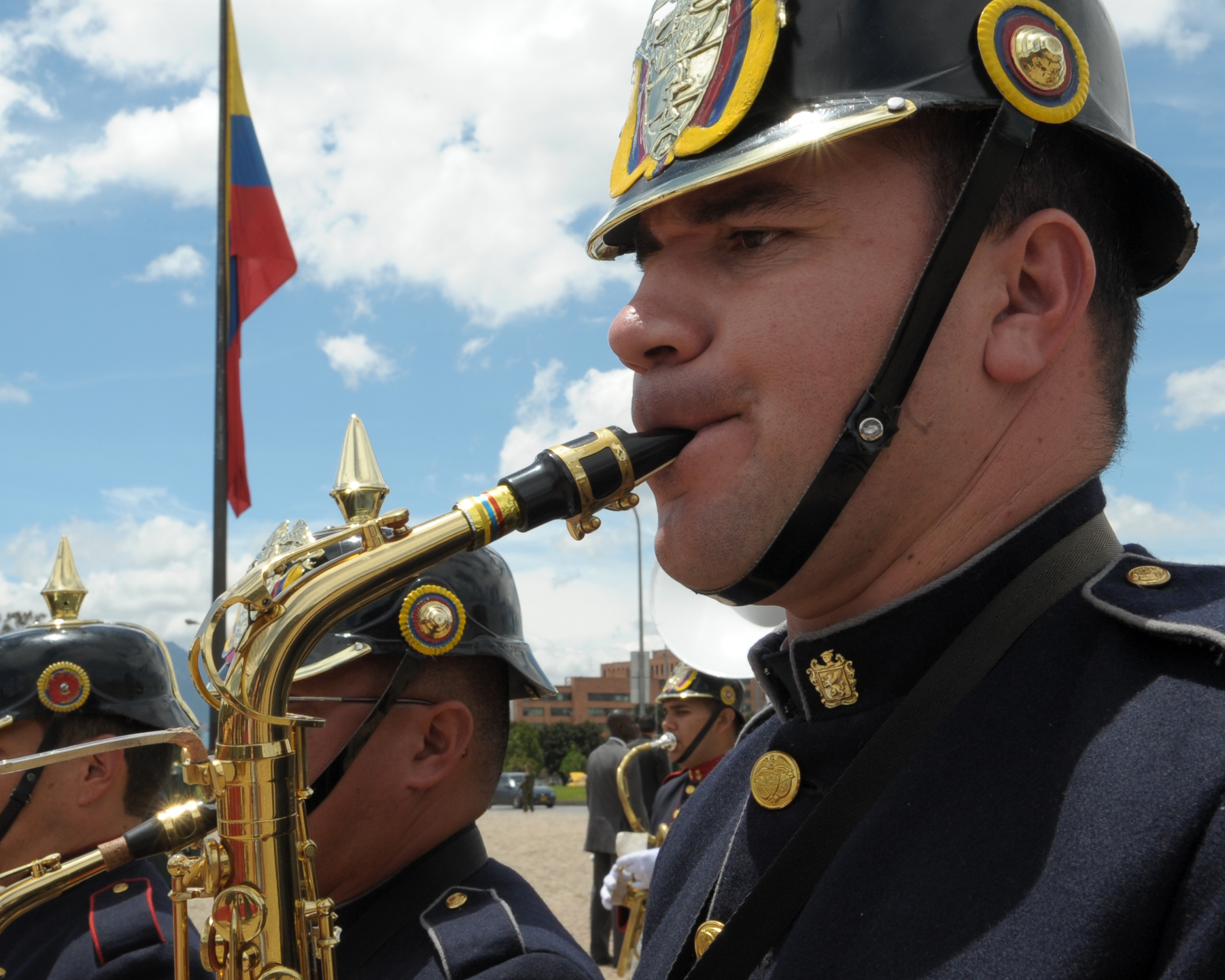
Колумбия.
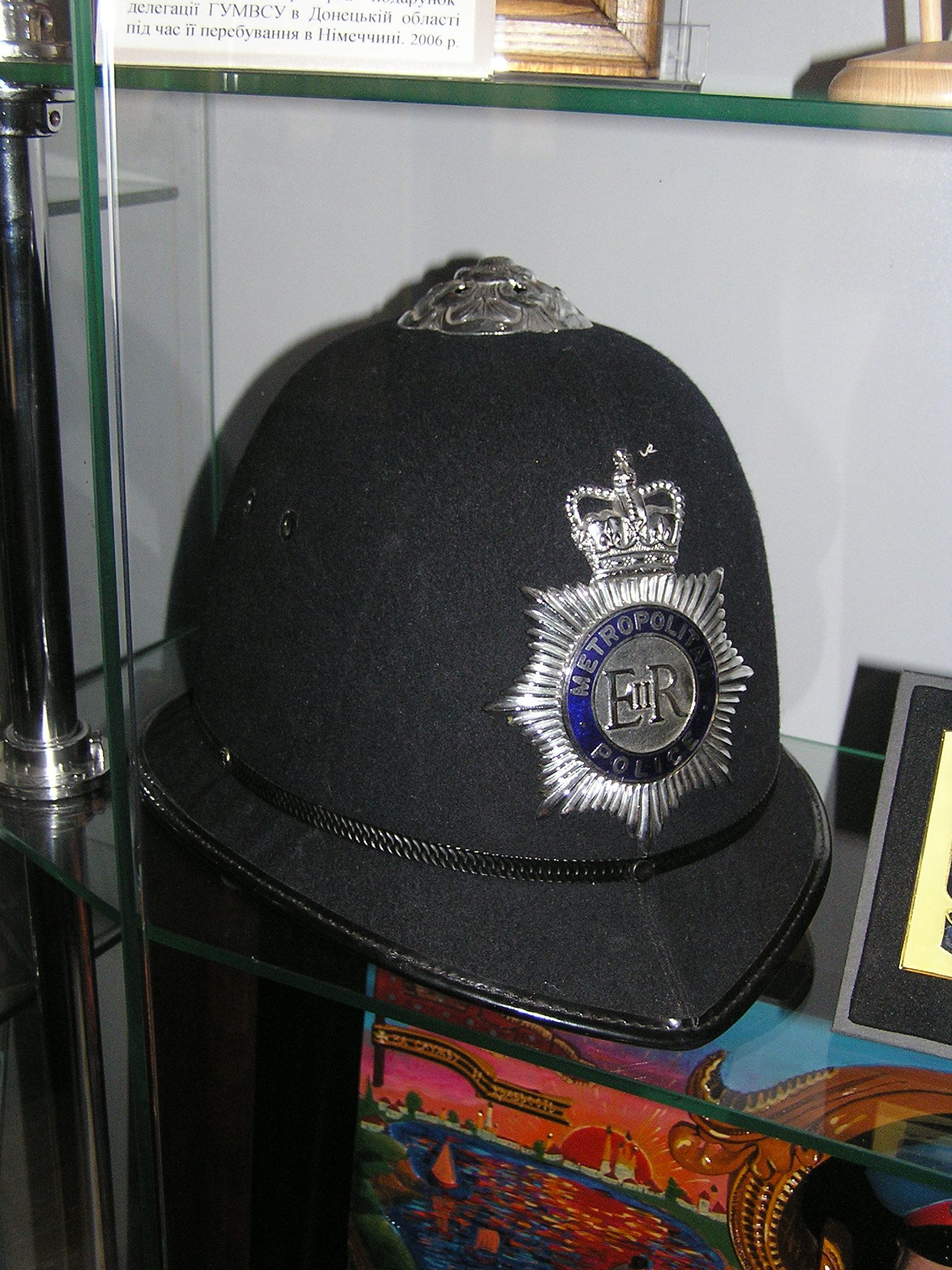
Дизайн полицейского шлема, используемого в Англии до сих пор.
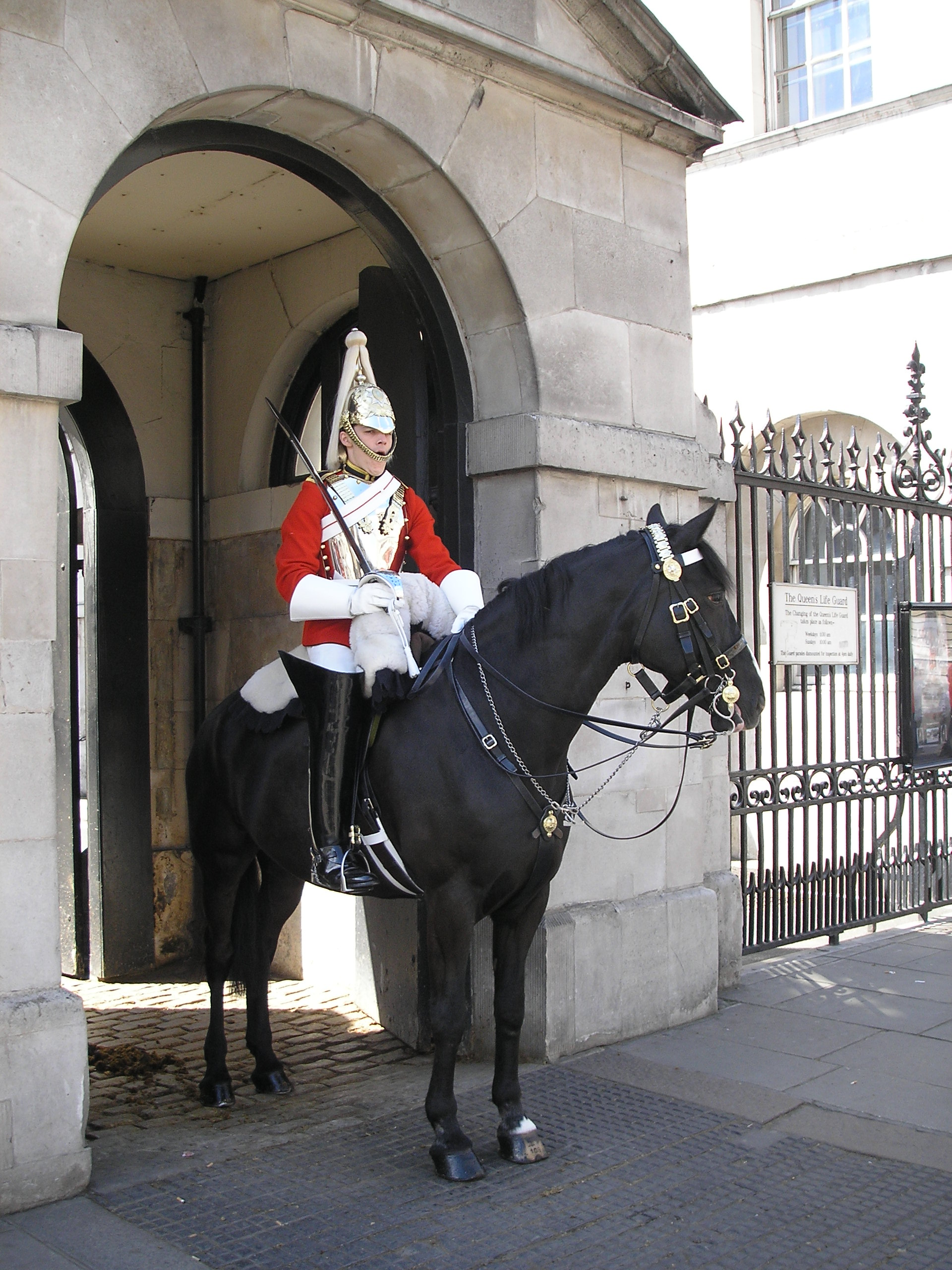
Английский конногвардеец. 2006 год.
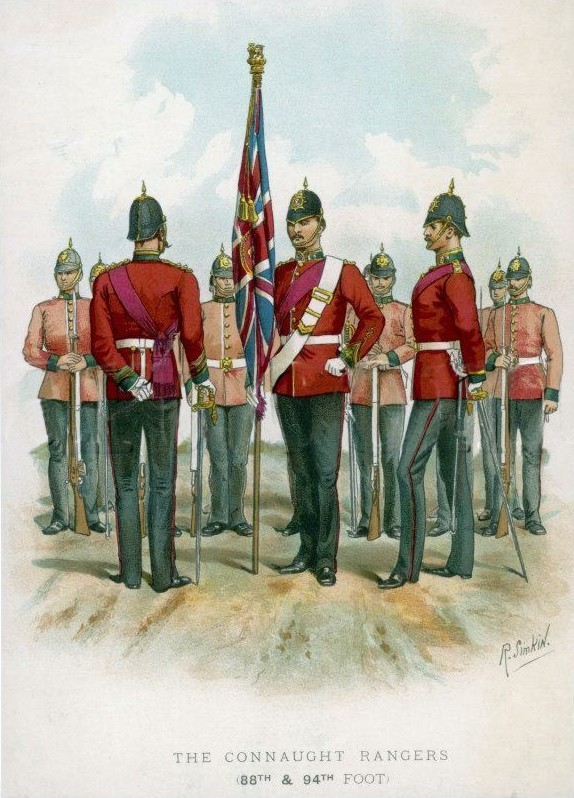
Дизайн британского шлема.